# Scrapbooking
Scrapbooking je způsob zpracování fotoalb, deníků, přáníček nebo dárků. Slovo „scrapbooking“ je složeninou slov scrap (ústřižek) a book (kniha), a lze ho volně přeložit jako „vytváření knihy (z) ústřižků“.

## Historie
Původ scrapbookingu najdeme v Anglii v 15. století. Novodobý scrapbooking se rozmohl v 80. letech 20. století v USA.

## Metody

### Z tvořivého materiálu
Starší formou scrapbookingu je využití tvořivého materiálu, jehož základem jsou papíry. Na zdobení projektů se používají různé obrázky, výseky, kytičky, kovové předměty, propisoty, písmenka, ale i různé kreativní techniky, například decoupage, embosování, razítkování a další. K tomuto druhu scrapbookingu jsou využívány různé nástroje a stroje, například děrovací kleště, raznice různých vzorů, vyřezávací a embosovací strojky nebo vyřezávací plottery.
Výhodou této metody je výsledný hmatatelný výrobek a díky široké nabídce materiálu také širší možnosti. Nevýhodou pak zpravidla cena pořizovaného materiálu, který je z důvodu dovozu ze zahraničí dražší.

### Digitální
Novější formou je scrapbooking digitální, ke kterému se využívají různé grafické programy. Základem bývá fotografie v elektronické podobě, která je dále zpracovávána za použití různých digitálních prvků. Ke tvoření se využívají různé sady (tzv. kity), ve kterých jsou různá pozadí, rámečky a ozdoby. Stejným způsobem je možné zpracovat elektronická přáníčka. Výsledek lze uchovávat v elektronické podobě nebo ho tisknout.
Výhodou této metody je menší náročnost na finance a skladovací prostory a možnost snadného sdílení přes sociální sítě, nevýhodou pak omezené možnosti při tvoření, vyšší náklady na případné následné zpracování.

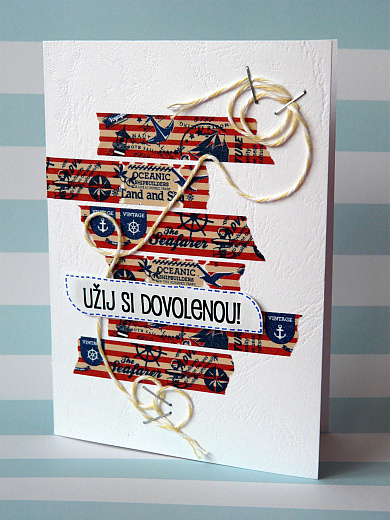
Ukázka přáníčka vytvořeného technikou cardmaking

## Techniky

### Scrapbooková stránka
Scrapbooková stránka nebo také scrapbookový layout je zpracovaná stránka do fotoalba. Jejím základem je jedna nebo více fotografií, které jsou doplněné o různé papíry, ozdoby, nadpis, případně krátké texty nazývané journaling. Hotové album se nazývá scrapbook.

### Cardmaking
Cardmaking je metoda vytváření přáníček, pozvánek, oznámení, jmenovek a dalších drobných tiskovin. Způsob zpracování je totožný s tvorbou scrapbookové stránky, pouze je využíván menší formát papíru a nebývá používána fotografie.

### Scrap-art
Scrap-art je technika zahrnující vytváření všech ostatních projektů, například cestovních deníků, diářů, zápisníků, obalů na knihy, vytváření nebo zdobení krabiček a jiných předmětů.

## Knihy o scrapbookingu
- Scrapbook; Blanka Dudašková a kolektiv; Zoner Press 2011; 156 stran; ISBN 9788074131066.
- Scrapbooking; Sylva Šporková; Grada 2012; 111 stran; ISBN 9788024739908.
- Cardmaking; Irena Vohlídková, Dagmar Handlová; Grada 2013; 112 stran; ISBN 9788024744759.
- Scrapbooking – papír s příběhem; Irena Vohlídková a kolektiv; Zoner Press 2015, 160 stran; ISBN 9788074132865.